# The Boy Who Cried Werewolf
The Boy Who Cried Werewolf (La mansión Wolfberg en Hispanoamérica y La leyenda del hombre lobo en España) es una película original de Nickelodeon de drama, comedia y fantasía familiar para televisión estrenada el 23 de octubre del 2010. El guion fue escrito por Art Edler Brown y Josh Nick, fue filmada en Vancouver, Columbia Británica en Canadá, tomando 2 años en grabarse. En Latinoamérica fue estrenada después de los Kids Choice Awards Argentina 2011 el 20 de octubre del mismo año.
Protagonizada por Victoria Justice, junto a Chase Ellison, Brooke D'Orsay, Matt Winston, Steven Grayhm y Brooke Shields. La película viene con el tema de Halloween y trata acerca de una chica, Jordan Sanz (Victoria Justice), su hermano Hunter (Chase Ellison) y su padre David (Matt Winston), en su aventura en el lejano pueblo de Wolfberg, en Rumania.

## Sinopsis
La película empieza con un coche deteniéndose ante una casa. De él baja Jordan, que entra y deja sus compras, pero no había luz, así que subió las escaleras con una linterna, aunque un ruido misterioso la hace alarmarse, pero resulta ser otra broma de su hermano Hunter. Posteriormente Jordan empieza a preparar la mesa para cenar, para la cenar Jordan invitó a su vecina para que su padre tenga una cita, pero esta es espantada por una broma de Hunter y se desmaya. 
Después de una nota del director por parte de Hunter, mira en la noche que un hombre tenebroso deja un sobre en su casa, así que la revisa. Resulta ser que el tío de su madre, Dragomir, murió, así que les deja de herencia su castillo, en Rumania, por lo que van. Ahí se entera de que hay una bestia en Wolfberg, lo que le interesa mucho. En la casa, su padre recibe galletas con el rostro de una chica que resulta ser Paulina, una vendedora de bienes raíces. Al día siguiente Jordan, compra en el mercado, dónde choca con el carnicero, Góran, de quien se enamora y actúa torpemente. Mientras, al parecer Paulina dejó una nota diciendo que volvía pronto.
En la noche, el Internet se va en medio de una fiesta que Jordan tenía por video-chat, al igual que a su hermano que tenía una conversación con sus amigos sobre la criatura, por lo que ambos van en busca de dónde la señal es más fuerte; lo dirige a un librero, el cual abren con un control remoto y entran, al parecer, el laboratorio de Dragomir. Jordan empieza a mirar un frasco con sangre mientras su hermano arregla el Internet, pero cuando está sosteniendo uno, el LB 217 (Licántropo Bestia), Hunter la asusta y el frasco se le cae y se rompe. Madame Varcolac, el ama de llaves, entra al cuarto, por lo que ambos intentan huir, Jordan en el momento de escapar pisa uno de los vidrios con sangre, infectándose con esta. Más tarde saca el vidrio, pero se lo queda su hermano. 
De noche Jordan no puede dormir y de pronto oye un aullido. Al día siguiente, Jordan, siendo vegetariana, siente un deseo inexplicable e incontrolable por comer carne y lo hace, cuando todos se van, pero Madame lo descubre y siente una sospecha. Van al pueblo, donde de pronto Jordan se comporta muy rara; primero, ella tiene muchas alergias y sin embargo logra olfatear un algodón de azúcar de una niña que da vuelta la esquina; segundo, empieza a revolcarse en el césped, al cual es alérgica, luego empieza a jugar con los perros, a los cuales le tiene un miedo horrible. Segundos más tarde ve a Góran, aunque no habla muy tímida y le dice que le de un tour por el pueblo, a lo cual se negó en un principio; después de eso nota que no necesita usar lentes y que tiene una perfecta vista. Por otro lado, el padre de Jordan va a dejarle flores a Pauline, pero ésta no estaba tampoco. 
En la noche, Jordan se va a preparar para su cita, pero le crece mucho el pelo. Su hermano empieza a sospechar de ella, pues encontró carne en la puerta de Jordan, aunque fuera vegetariana. Le pregunta a sus amigos y ambos le dicen que su hermana es una mujer lobo y que Góran, su cita, es su próxima cena. Hunter la sigue, mientras sigue en contacto con sus amigos. Se ve que Jordan tiene mucha agilidad, pues empezó a dar giros. Hunter le grita, pero ella le dice que no pasa nada y muestra sus ojos azules diciéndole que está en problemas; después huye. 
En casa, su hermano Hunter intenta hacerla entrar en razón y dice que irá a avisar a papá, lo cual hace que Jordan tenga una rara transformación de lobo, después empieza a perseguirlo. Cuando por fin lo acorrala, le pide que lo deje y ella rompe la ventana y corre. A la mañana siguiente, Jordan se da cuenta de lo que le pasa y su hermano intenta ayudarla, así que va con sus amigos en busca de respuestas, pero ellos de le dicen que tiene que asesinarla porque después de luna llena será mujer lobo para siempre. Esta cree que sus  "expertos" no sirven y huye. En el mercado es atormentada por historias de la criatura, sabiendo ya que era de la misma especie que la criatura. Llega al cementerio dónde en una lápida, la de su tío Dregomir, salen unas palabras, entonces llama a su hermano; quien estaba hablando con Madame, la cual le dijo que su tío Dregomir era la criatura. Llegan y Madame dice que no puede leer lo escrito ya que "olvidó sus lentes de lectura". Ambos le leen lo escrito, que son los ingredientes para romper la maldición de lobo. 
Justo cuando Hunter y Jordan van a irse a casa porque los vampiros se acercaban, se encuentran con Paulina y les pregunta si quiere que los lleve, ellos aceptan. En el auto, Jordan tiene unos síntomas de mujer lobo, pero logra intentar retenerlo lo más que puede. De repente se "apaga" el auto y todos bajan; mientras Pauline "repara" el auto, los vampiros empiezan a acercarse, los niños le advierten, pero ella les revela que es una de ellos. Hunter escapa, pero su hermana es capturada. Cuando Pauline va a una cena con el padre de los niños para terminar, ya que quería obtener los papeles de la Mansión Wolfberg, pero Hunter entra inesperadamente en el restaurante y revela que es una vampira, pero todos se ríen porque no le creen. Su padre, muy apenado por la escena, intenta llevárselo a casa , pero este se niega al final lo convence. 
Van por un túnel, debajo del cementerio. Entonces ven a Jordan en su transformación lobo, a punto de morir por Paulina, que celebraba su victoria de obtener el castillo. Entonces, Hunter y su padre son noqueados por vampiros que los atan como a Jordan. Cuando despiertan empieza la luna llena y Hunter se transforma en hombre lobo, porque estaba en su sangre que, al igual que Dregomir, se transformaría en lobo a los 14 años. Empieza la batalla con los vampiros hasta que logran vencer, ya que Jordan mete a Paulina en un cajón, que pronto es expuesta al sol y muere. 
En la mansión, Madame Varcolac le saca el LB 217 para preparar la cura para Jordan y en una foto, se ve que Dregomir era exactamente igual a Hunter cuando tenía 14 años, momento en que tuvo su primera transformación en lobo, luego Madame les revela que ya sabía que Hunter era lobo, pues solo ojos de lobo podían leer lo escrito en la lápida de Dragomir. Después entra a la sala el hombre que estuvo siguiendo a Hunter, que les dice que la mansión era suya y tenían más dinero, la herencia, que seguro obtuvo por crear el karaoke. En la noche, Jordan le dice a Góran que ya no es la misma que vio la primera vez en el mercado, que la tenía que aceptar así. Entonces, la criatura, que en realidad es Hunter, aulla para todo el pueblo. 
Todos vuelven a casa. En la escuela, Jordan cambió: ya no usaba gafas y no tenía alergias, además de que ahora era muy guapa cuando antes era todo lo contrario. Entonces va a comprar comida a la cafetería, y el chico que antiguamente le gustaba le invita la comida, pero ella se niega, entonces empieza a presumir que él era el chico más popular y que no se podía negar, luego la invita al baile y ella se vuelve a negar. Cuando se fue a reunir con sus amigas les menciona que ya tiene con quien ir al baile y es Góran, que llegó de intercambio. Entonces las populares le lanzan un balón ya que ella es muy mala para el fútbol, pero ella lo atrapó y se fue con Gorán. 
En la noche, Jordan, Hunter y su padre van a ver Destructor IV, pero hay un boleto más, el cual es para su vecina Jackeline. Entonces su padre mira que alguien se muda en su vecindario; quien se mudó es Paulina, que de alguna forma sobrevivió, pero teniendo huesos rotos y varias quemaduras. 
La película termina con todos cantando karaoke "Baby one more time" de Britney Spears.

## Elenco
- Victoria Justice es Jordan Sands
- Chase Ellison es Hunter Sands
- Brooke D'Orsay es Paulina
- Matt Winston es David Sands
- Steven Grayhm es Goran
- Brooke Shields es Madame Varcolac
- Valerie Tian es Debbie
- Ben Cotton es El taxista
- Cainan Wiebe es Rob
- Andrea Brooks es Ashley Edwards
- Christie Laing es Tiffany White
- Kerry James es Cort

## Recepción
La película recibió críticas generalmente positivas de críticos. La película tiene actualmente una tasa de aprobación de 69% en Rotten Tomatoes basado en 24 opiniones y 5,8 en IMDb de 1.108 usuarios. Félix Vásquez Jr. de CinemaCrazed dio a la película una crítica positiva, así, afirmando que "The Boy Who Cried Werewolf" termina siendo un horror familiar cómico, que no es tan jabonosa o femenino como principio sopuse que sería, también hay una sólida historia aunque sea imperfecto y derivados y algunos efectos especiales malvados.

## Estrenos internacionales
| Título                                    | País                | Fecha de Estreno      | Canal                     |
| ----------------------------------------- | ------------------- | --------------------- | ------------------------- |
| The Boy Who Cried Werewolf                | Estados Unidos      | 23 de octubre de 2010 | Nickelodeon               |
| The Boy Who Cried Werewolf                | Rumania             | 15 de octubre de 2011 | Nickelodeon Rumania       |
| La Mansión Wolfberg                       | Latinoamérica       | 20 de octubre de 2011 | Nickelodeon Latinoamérica |
| O Castelo do Medo                         | Brasil              | 20 de octubre de 2011 | Nickelodeon Brasil        |
| The Boy Who Cried Werewolf                | Reino Unido Irlanda | 21 de octubre de 2011 | Nickelodeon UK & Ireland  |
| Le Garçon Qui Criait au Loup              | Francia             | 23 de octubre de 2011 | Nickelodeon Francia       |
| A Fiú, Aki Vérfarkast Kiállott            | Hungría             | 30 de octubre de 2011 | Nickelodeon Hungría       |
| The Boy Who Cried Werewolf                | Australia           | 30 de octubre de 2011 | Nickelodeon Australia     |
| Мальчик, который рассказывал об оборотне  | Rusia               | 30 de octubre de 2011 | Nickelodeon Rusia         |
| Bestia z Wolfsberga                       | Polonia             | 30 de octubre de 2011 | Nickelodeon Polonia       |
| Werwolf wider Willen                      | Alemania · Austria  | 31 de octubre de 2011 | Nickelodeon Alemania      |
| O Rapaz Lobisomem                         | Portugal            | 31 de octubre de 2011 | Nickelodeon Portugal      |
| La leyenda del hombre lobo                | España              | 31 de octubre de 2011 | Nickelodeon España        |
| Il ragazzo che gridava al lupo... Mannaro | Italia              | 31 de octubre de 2011 | Nickelodeon Italia        |
| The Boy Who Cried Werewolf                | Países Bajos        | 1 de enero de 2012    | Nickelodeon Países Bajos  |